# Olasz régiók zászlói
Olaszország mind a 20 régiója rendelkezik saját zászlóval, melyet az alábbi galéria foglal össze. A zászlók többségét jelenlegi formájában a nyolcvanas-kilencvenes években fogadták el, az egykori városállamok heraldikájára visszavezetve.

Abruzzo zászlaja
Basilicata zászlaja
Calabria zászlaja
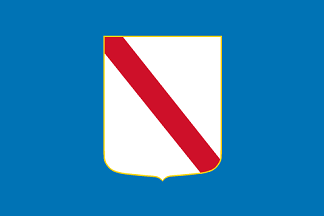
Campania zászlaja
Friuli-Venezia Giulia zászlaja
Lazio zászlaja
Liguria zászlaja
Lombardia zászlaja
Marche zászlaja
Piemont zászlaja
Puglia zászlaja
Szardínia zászlaja
Szicília zászlaja
Trentino-Alto Adige zászlaja
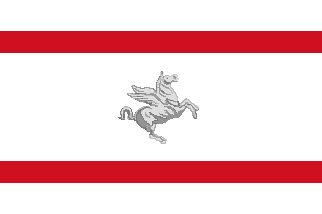
Toszkána zászlaja
Umbria zászlaja
Veneto zászlaja

## Lásd még
- Francia régiók zászlóinak képtára
- Spanyol autonóm közösségek zászlóinak képtára